# Kızılüzüm, Kemalpaşa
Kızılüzüm là một xã thuộc huyện Kemalpaşa, tỉnh İzmir, Thổ Nhĩ Kỳ. Dân số thời điểm năm 2010 là 747 người.